# Мамографија
Мамографија је један од начина за рано откривање обољења дојке. То је безболна, нешкодљива рендгенска техника, којом се добија јасна слика о унутрашњости дојке. 
Погрешно је избегавати мамографију, уколико је она препоручена, из страха од наводног штетног дејства зрачења. Први мамограм би требало урадити око 40. године живота жене. Кад жена пређе 50 година, мамографски преглед треба да се обавља сваке 2-3 године. Код особа са повећаним ризиком од рака дојке (ако је неко од чланова женске линије њихове породице оболео од рака дојке) прву мамографију треба урадити пре 35. године живота, а даљи мамографски прегледи су неопходни једном годишње.